# Breucq
Breucq is een gehucht in de stad Ronse in de Belgische provincie Oost-Vlaanderen.
Het gehucht ligt in het oosten van de gemeente, zo'n vier kilometer van het stadscentrum, nabij de taalgrens en de grens met Elzele.

## Geschiedenis
De Ferrariskaart uit de jaren 1770 geeft hier een gehucht weer, aangeduid met een naam Brenez, net ten zuiden van het Muziekbos en Sint-Pietersbos. De kaart toont het gehucht in het Graafschap Henegouwen, tegen de grens met het Graafschap Vlaanderen.
Op het eind van het ancien régime, toen tijdens de Franse bezetting op het eind van de 18de eeuw de gemeenten werden gecreëerd, werd het gehucht ondergebracht in de gemeente Ellezelles (Elzele), in het departement Jemappes, de latere provincie Henegouwen. Het centrum van Elzele lag zo'n drie kilometer ten zuiden.
Op de Atlas der Buurtwegen uit 1841 is het gehucht aangeduid als Breucq. In het midden van de 19de eeuw kwam ten zuiden van het gehucht de nieuwe steenweg van Ronse naar Ninove te liggen, zoals te zien op de Vandermaelenkaart uit die tijd.
In de eerste helft van de 20ste eeuw had het gehucht een gemeentelijke kleuterschooltje.
In de jaren 1960 werd de taalgrens vastgelegd. Daarbij werden in 1962 het gehucht Breucq, samen met de gehuchten Koekamer (Cocambre) en Ten Houte (La Haute), van de gemeente Elzele in de Waalse provincie Henegouwen, overgeheveld naar stad Ronse in de Vlaamse provincie Oost-Vlaanderen. Deze gehuchten waar ook Nederlandstaligen woonden, kwamen zo in een Vlaamse gemeente met taalfaciliteiten voor Franstaligen. Door deze afsplitsing kon de gemeente Elzele zelf een gewone Franstalige gemeente blijven, zonder nood aan taalfaciliteiten voor Nederlandstaligen.

## Bezienswaardigheden
- Het voormalige kleuterschooltje met kapel, uit het begin van de 20ste eeuw

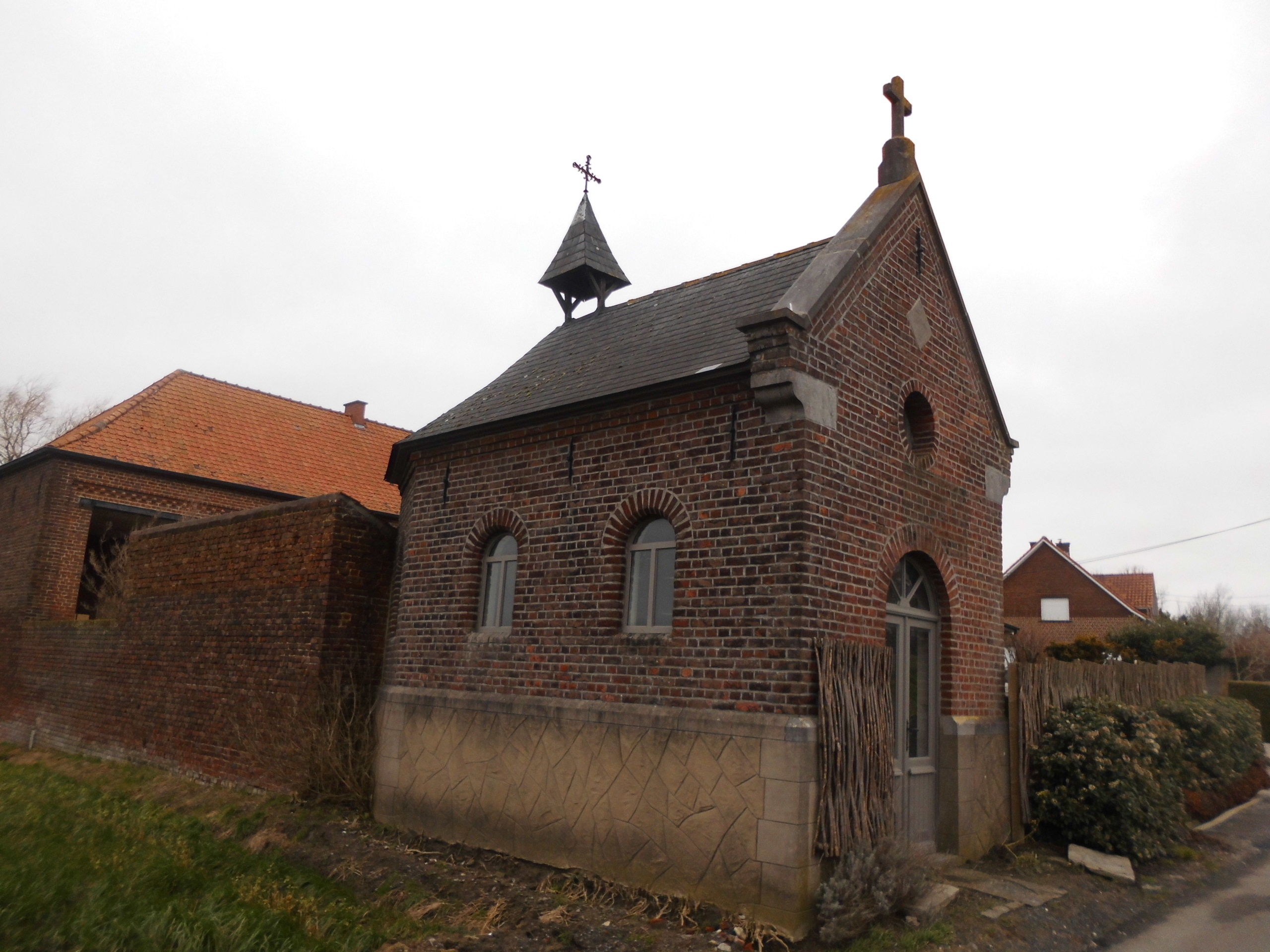
Kapel bij voormalige kleuterschool

## Verkeer en vervoer
Net ten zuiden van Breucq loopt de gewestweg N48 tussen Ronse en Ninove.
Deelgemeente: Ronse

Overige gehuchten en wijken: Breucq · De Klijpe · Deurne (Hoog-Deurne · Laag-Deurne) · Floréal · Klein Frankrijk · Koekamer · Stookt · Ten Houte

Belgische gemeenten · Arrondissement Oudenaarde · Oost-Vlaanderen · Vlaanderen